# Øresunds Internationale Skole
Øresunds Internationale Skole er en forældredreven friskole på Engvej i det sydlige København. Skolen har undervisning fra børnehaveklasse til og med 9. klasse og anvender grundlæggeren af den nyreligiøse bevægelse scientology, L. Ron Hubbards, studiemetoder og undervisningspædagogik. Skolen er medlem af Dansk friskoleforening.
Omkring en femtedel af det beløb forældrene betaler går ubeskåret til Scientology-organisationen Applied Scholastics International, som løbende har overført penge til en anden organisation kaldet Association for Better Living and Education (ABLE). Den organisation har videreført værdier for flere millioner kroner til en virksomhed, der er fuldt ud ejet og kontrolleret af Scientology i USA.
Skolen blev i 2005 udsat for kritik fra Undervisningsministeriet, hvilken kritik skolen dog afviste.